# Nampyeong-eup
Nampyeong-eup (koreanska: 남평읍) är en köping i stadskommunen Naju i provinsen Södra Jeolla i den sydvästra delen av Sydkorea, 280 km söder om huvudstaden Seoul.